# Melhania fruticosa
Melhania fruticosa är en malvaväxtart som beskrevs av Arenes. Melhania fruticosa ingår i släktet Melhania och familjen malvaväxter. Inga underarter finns listade i Catalogue of Life.